# イオンモール福岡伊都
イオンモール福岡伊都（イオンモールふくおかいと）は、福岡県福岡市西区北原一丁目に所在するモール型ショッピングセンターである。

## 概要
筑肥線九大学研都市駅周辺で行われた「伊都土地区画整理事業」の商業ゾーンにおける中心的な施設として、イオン福岡伊都ショッピングセンターの名称で2006年（平成18年）4月28日に開業した。
開業時点では、核店舗の「ジャスコ福岡伊都店」と九州初の3層のモールが入った地上4階建ての本館と、家電専門店「デオデオ」やスポーツ用品店「ヒマラヤ」などの大型専門店が入った地上2階建ての別館で構成され、全体で約100店の専門店が入居していた。
当施設はファッション関連のショッピングセンターへの出店常連企業で構成される研究会SPACによる2006年（平成18年）春から2007年（平成19年）春に開業した主要大型ショッピングセンターの成績を出店したテナント企業のアンケート回答の集計で、集客力と売上、利益のすべてでワースト5位となり、同期間における新設ショッピングセンターの中でワースト5の一つとの評価を受けた。
その後、核店舗の「ジャスコ福岡伊都店」は、2011年（平成23年）3月1日にイオングループの総合スーパーをイオンに店名統一することに伴って「イオン福岡伊都店」に改称した。
同年から進められたイオンの大型ショッピングセンターの名称の「イオンモール」への統一に伴い、同年11月21日に「イオン福岡伊都ショッピングセンター」から「イオンモール福岡伊都」に名称が変更された。

## 導入されたサービスなど
当館では催事場を無償で提供する形で協力し、2009年（平成21年）12月から福岡県社会福祉協議会の企画で「伊都まごころ良品市」との名称で複数の障害者福祉施設が共同で障害者たちの商品を販売する月1回のバザーが定期的に開催するようになった。
また、2010年（平成22年）3月30日にはSUGOCA（と相互利用可能な交通系ICカード）の供用が戸畑サティ（現・イオン戸畑ショッピングセンター）と共に先行導入された。
その他にも、同年には当館の駐車場で来店客が駐車したそのままの場所で買い物中に洗車を行うサービスを他の2店舗と共に先行して導入している。

## 主なテナント
開業時にはジャスコ福岡伊都店（店舗面積は約15,123m2）を核店舗として、別館に出店している家電量販店のデオデオやスポーツ用品店のヒマラヤなどの大型専門店を含めて全体で約100店の専門店が入居していた。
その後、核店舗の「ジャスコ福岡伊都店」は、2011年（平成23年）3月1日にイオングループの総合スーパーをイオンに店名統一することに伴って「イオン福岡伊都店」に改称した。
デオデオは2012年（平成24年）10月1日から店名統一に伴って「エディオン」に改称した。ヒマラヤは2015年（平成27年）5月10日に閉店し、イオン系のスポーツ用品店「スポーツオーソリティ」が2015年（平成27年）7月10日から入居した。
直営売り場の1階は食料品と日用品、2階は衣料品や靴など、3階は子供用品と家具などの売り場となっている。
専門店については各階ごとにゾーン分けがなされている。
出店テナント全店の一覧・詳細情報は公式サイト「ショップリスト」を、営業時間は公式サイト内の「営業時間のご案内」を参照のこと。

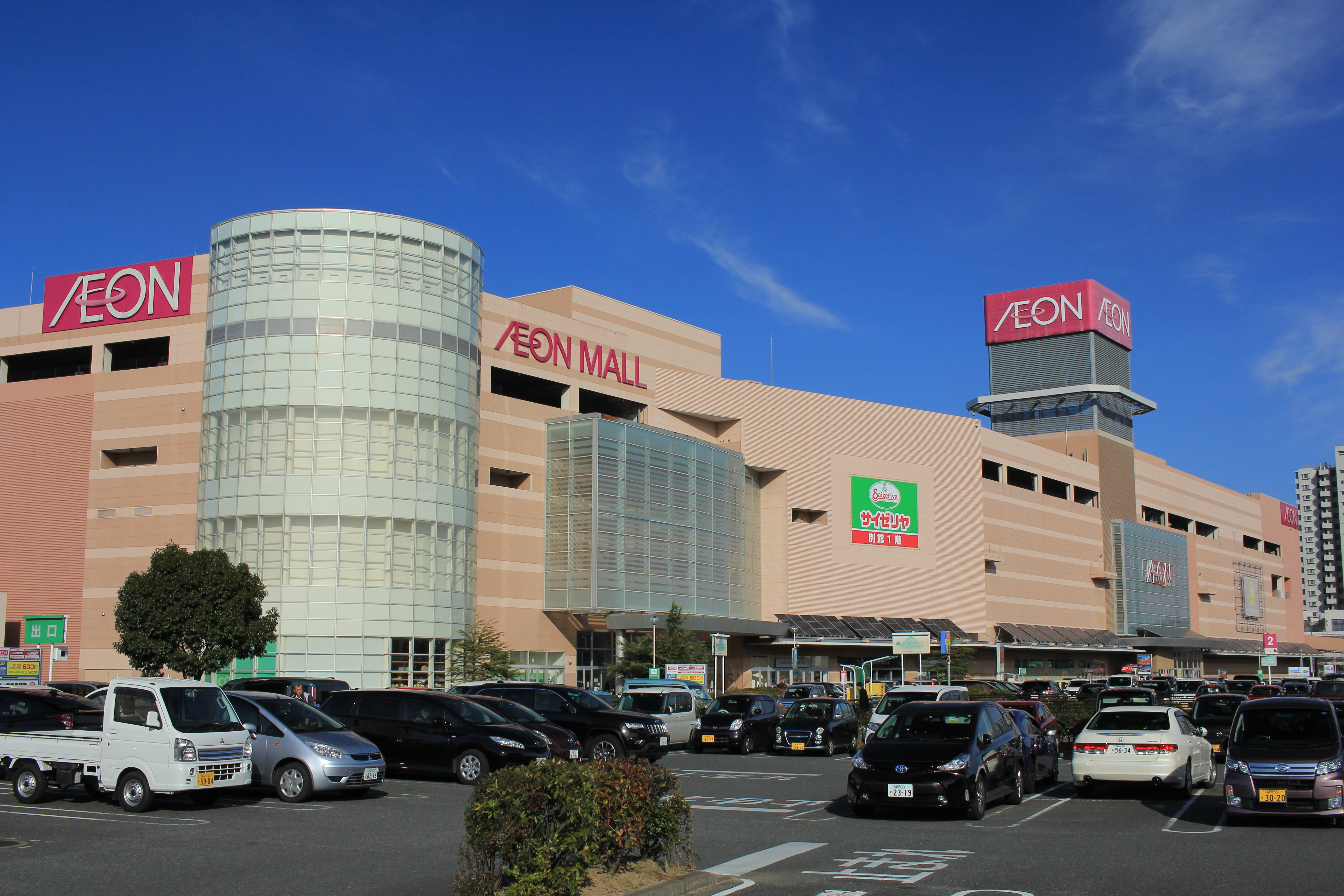
本館全景
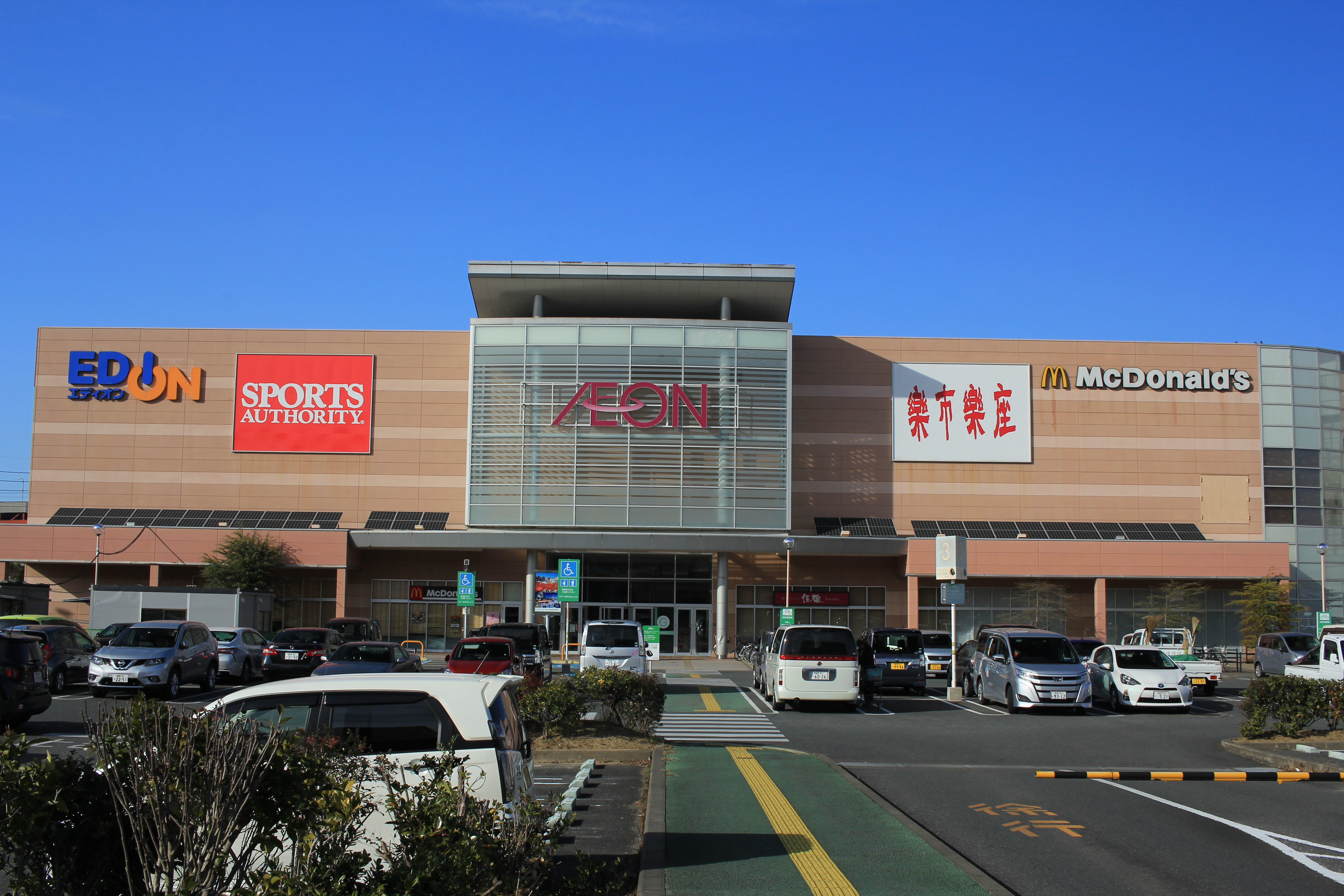
別館
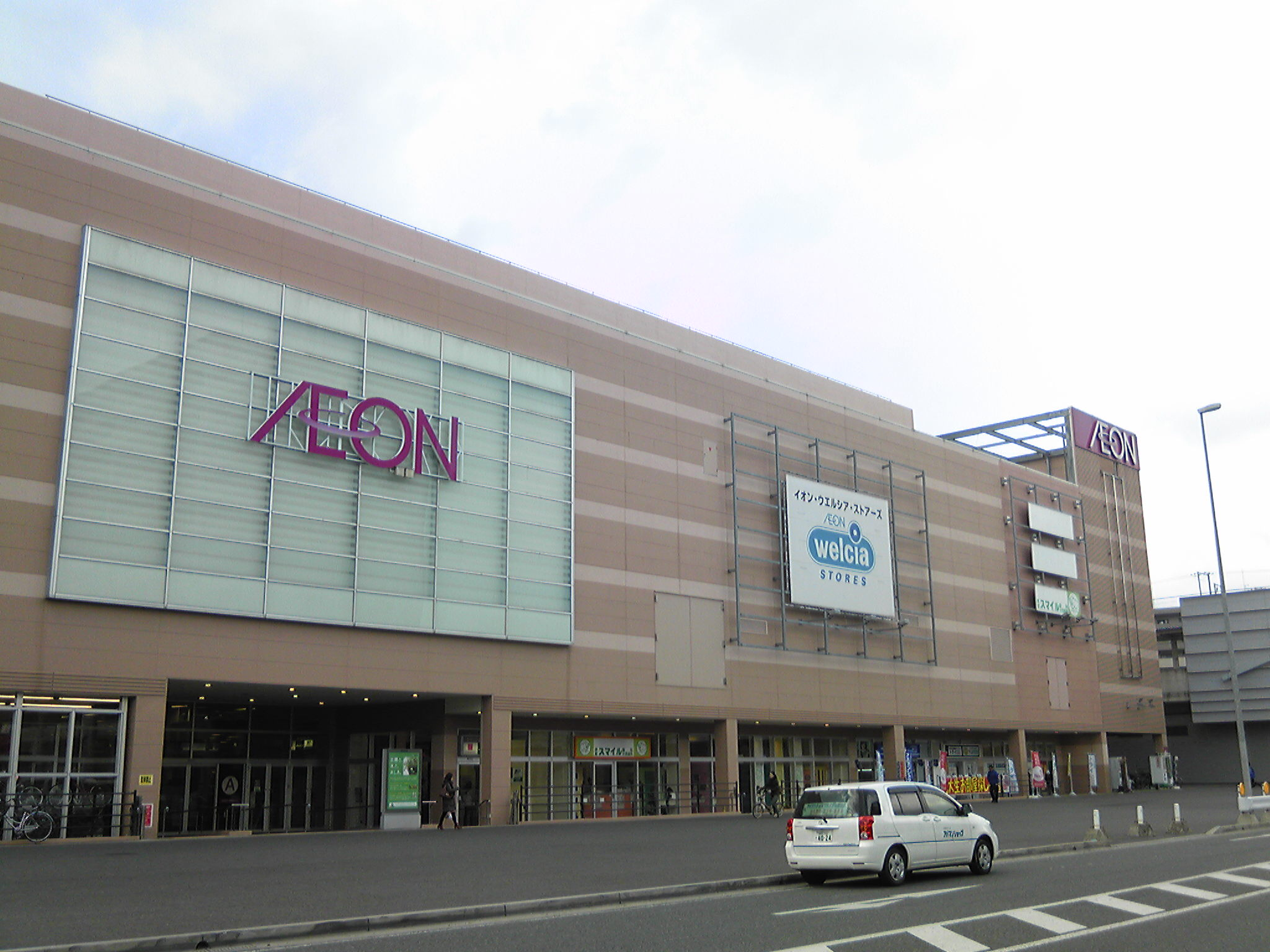
イオン福岡伊都店
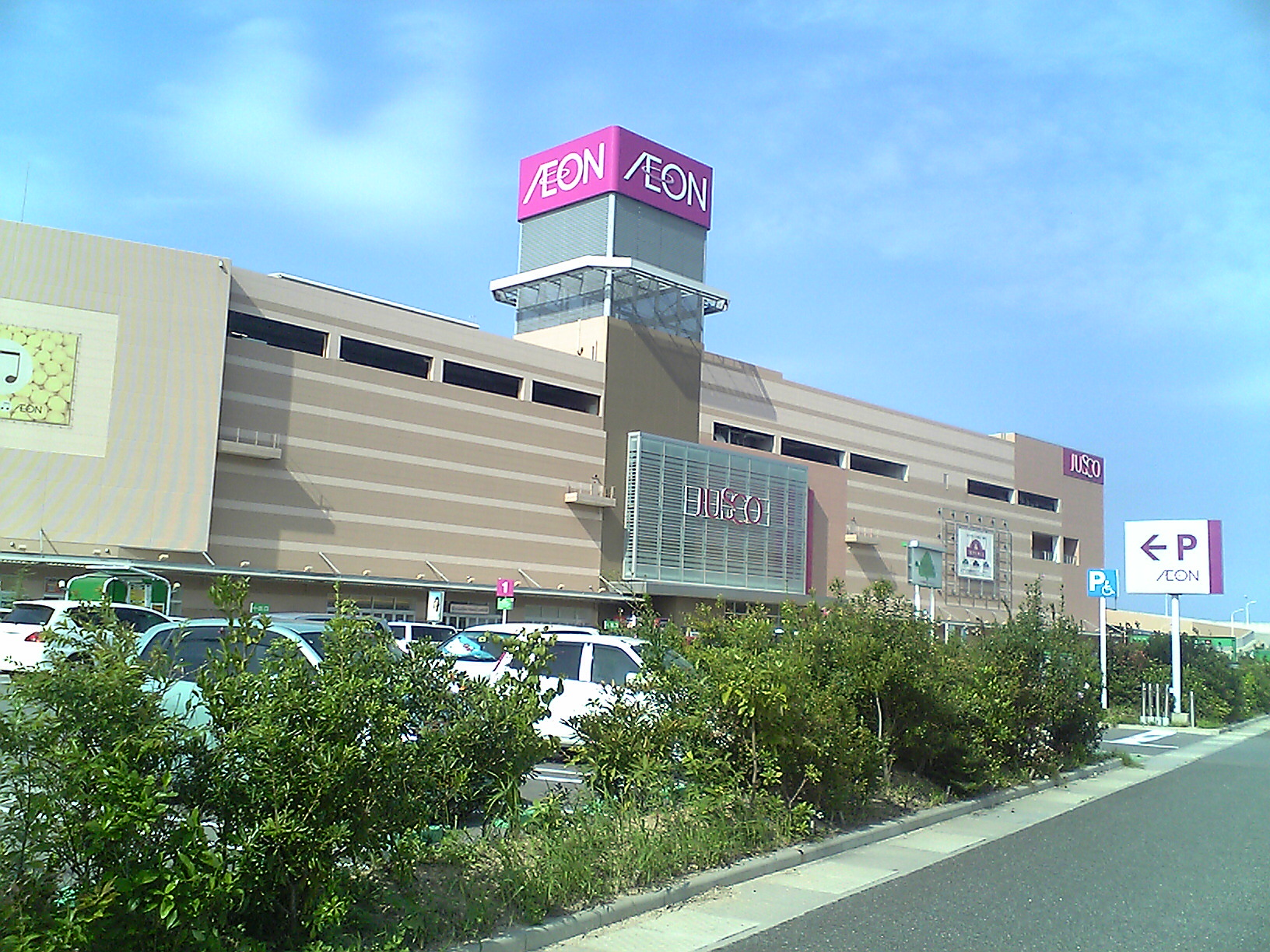
ジャスコ福岡伊都店時代の外観

## 周辺施設
- 筑肥線 九大学研都市駅[1]